# George Granville Barker
Pour les articles homonymes, voir George Barker et Barker.
George Granville Barker, né le 26 février 1913 et mort le 27 octobre 1991, est un poète britannique.

## Biographie
George Granville Barker naît le 26 février 1913 au 106 Forest Road, Loughton, Essex. Il est le premier fils et quatrième des cinq enfants de George Barker (1879-1965) et de son épouse, Marion Frances, née Taaffe (1881-1953).